# 萨雷布拉克 (加依勒区)
萨雷布拉克（Sary-Bulak，意为“黄色的跳蚤”）是吉尔吉斯斯坦楚河州加依勒区下辖的一个村。根据2009年吉尔吉斯共和国人口普查，全村人口为1108人。